# Ліванська угода
Ліванська угода — угода, підписана 20 травня 1944 в Лівані представниками грецького емігрантській уряду (на чолі з Папандреасом старшим), Політичного комітету національного визволення, Національно-визвольного фронту (ЕАМ), Грецької народно-визвольної армії (ЕЛАС), компартії Греції, військово-політичних націоналістичних організацій. Передбачала розпуск всіх збройних загонів та створення єдиної армії, проведення плебісциту про майбутній державний устрій країни, формування уряду національної єдності.
Укладаючи Ліванську угоду Демократичні сили Греції недооцінили свої можливості і пішли на такі поступки, які не відповідали дійсному співвідношенню сил в країні. В результаті угода створила умови для повернення в Грецію емігрантського уряду, дозволила розгорнутись грецькій реакції, що спиралась на англійські війська, розв'язати терор проти демократичних сил і підготувати розпуск ЕЛАС, почати ліквідацію демократичних завоювань грецького народу.